# 威廉 (黑森-菲利普斯塔爾-巴希費爾德)
威廉（德語：Wilhelm von Hessen-Philippsthal-Barchfeld，1692年4月1日—1761年5月13日），黑森-菲利普斯塔爾-巴希費爾德伯爵，1721年至1761年在位。

## 家庭
1724年，威廉與安哈特-蔡茨-霍伊姆親王萊布雷希特的女兒夏洛特·威廉明妮結婚，兩人共有2子2女：
1. 夏洛特（德语：Charlotte von Hessen-Philippsthal-Barchfeld）（1725年—1798年）
2. 腓特烈（1727年—1777年）
3. 烏爾里克（德语：Ulrike Eleonore von Hessen-Philippsthal）（1732年—1795年）
4. 阿道夫（1743年—1803年）